# تصفيات كأس العرب 2025
تصفيات كأس العرب 2025 وهي التصفيات المؤهلة لنهائيات كأس العرب 2025. من المقرر أن تلعب التصفيات في قطر يومي 25 و26 نوفمبر 2025. من بين 23 منتخب مسجل في البطولة 14 منتخب فقط سيخوض التصفيات، وهم أصحاب المراتب المتدنية بناءً على تصنيف الفيفا العالمي في أبريل 2025 بينما تتأهل التسع منتخبات الأولى إلى النهائيات مباشرة. محلة التصفيات عبارة عن سبع مباريات والفائز في كل مباراة يتأهل مباشرة إلى النهائيات.

## المنتخبات المشاركة
| المنتخب             | كونفيدرالية      | المشاركات السابقة                                  | تصنيف الفيفا |
| ------------------- | ---------------- | -------------------------------------------------- | ------------ |
| عمان                | الاتحاد الآسيوي  | 2 (1966، 2021)                                     | 77           |
| البحرين             | الاتحاد الآسيوي  | 6 (1966، 1985، 1988، 2002، 2012، 2021)             | 84           |
| سوريا               | الاتحاد الآسيوي  | 8 (1963، 1966، 1988، 1992، 1998، 2002، 2012، 2021) | 93           |
| فلسطين              | الاتحاد الآسيوي  | 5 (1966، 1992، 2002، 2012، 2021)                   | 101          |
| جزر القمر           | الاتحاد الأفريقي | —                                                  | 105          |
| موريتانيا           | الاتحاد الأفريقي | 2 (1985، 2021)                                     | 110          |
| لبنان               | الاتحاد الآسيوي  | 8 (1963، 1964، 1966، 1988، 1998، 2002، 2012، 2021) | 112          |
| السودان             | الاتحاد الأفريقي | 4 (1998، 2002، 2012، 2021)                         | 114          |
| ليبيا               | الاتحاد الأفريقي | 4 (1964، 1966،1998، 2012)                          | 117          |
| الكويت              | الاتحاد الآسيوي  | 8 (1963، 1964، 1966،1988، 1992، 1998، 2002، 2012)  | 134          |
| اليمن               | الاتحاد الآسيوي  | 3 (1966، 2002، 2012)                               | 158          |
| جنوب السودان (مدعو) | الاتحاد الأفريقي | —                                                  | 170          |
| جيبوتي              | الاتحاد الأفريقي | —                                                  | 192          |
| الصومال             | الاتحاد الأفريقي | —                                                  | 201          |

## المباريات
| عمان | ضد | الصومال |
| ---- | -- | ------- |
|      |    |         |

| البحرين | ضد | جيبوتي |
| ------- | -- | ------ |
|         |    |        |

| سوريا | ضد | جنوب السودان |
| ----- | -- | ------------ |
|       |    |              |

| فلسطين | ضد | ليبيا |
| ------ | -- | ----- |
|        |    |       |

| لبنان | ضد | السودان |
| ----- | -- | ------- |
|       |    |         |

| الكويت | ضد | موريتانيا |
| ------ | -- | --------- |
|        |    |           |

| اليمن | ضد | جزر القمر |
| ----- | -- | --------- |
|       |    |           |